# Catopta
Catopta is een geslacht van vlinders uit de familie van de Houtboorders (Cossidae). De wetenschappelijke naam van het geslacht is voor het eerst gepubliceerd in 1899 door Otto Staudinger.

## Soorten
Het geslacht Catopta omvat de volgende soorten:
- Catopta albimacula Staudinger, 1899 - Typesoort
- Catopta albonubilus (Graeser, 1888)
- Catopta albothoracis Hua, Chou, Fang & Chen, 1990
- Catopta birmanopta Bryk, 1950
- Catopta cashmirensis (Moore, 1879)
- Catopta danieli (Clench, 1958)
- Catopta dusii Yakovlev, Saldaitis, Kons & Borth, 2013
- Catopta eberti Daniel, 1964
- Catopta griseotincta Daniel, 1940
- Catopta grumi Yakovlev, 2009
- Catopta hyrcanus (Christoph, 1888)
- Catopta kansuensis Bryk, 1942
- Catopta kendevanensis Daniel, 1937
- Catopta perunovi Yakovlev, 2007
- Catopta rocharva Sheljuzhko, 1943
- Catopta saldaitisi Yakovlev, 2007
- Catopta sikkimensis (Arora, 1965)
- Catopta tropicalis Yakovlev & Witt, 2009